# سفارة الكونغو الديمقراطية لدى السعودية
سفارة الكونغو الديمقراطية لدى السعودية هي الممثلية الدبلوماسية العليا لدولة الكونغو الديمقراطية لدى المملكة العربية السعودية. تقع السفارة في حي الورود في الرياض.